# Stopforbud
|  | Denne artikel er oprettet af botten PalnaBot ud fra en ekstern database. Den kan derfor have sproglige fejl eller mangler. Denne skabelon kan fjernes efter kontrol af indholdet. |

Stopforbud er en portrætfilm fra 1963 instrueret af Jørgen Leth, Ole John, Jens Jørgen Thorsen efter manuskript af Jørgen Leth, Ole John, Jens Jørgen Thorsen.

## Handling
Stopforbud er et eksperimentelt portræt af den amerikansk jazzpianist Bud Powell. I filmen indgår ".. en koncertoptagelse fra Jazzhus Montmartre, hvor Powells fingre og ansigt studeres i en række flotte, mørke indstillinger, mens han spiller, men uden synkron lyd. På lydsiden hører man dels Bud Powell spille, dels fortæller Dexter Gordon i starten og slutningen et par historier om Powell og hans innovative betydning inden for jazzen" (fra Anders Leifers bog "Også i dag oplevede jeg noget ... Samtaler med Jørgen Leth", 1999).